# 勒伯许茨
勒伯许茨（德語：Löberschütz）是德国图林根州的一个市镇。总面积3.07平方公里，总人口137人，其中男性71人，女性66人（2011年12月31日），人口密度45人/平方公里。